# Mujer de todos, mujer de nadie
Mujer de todos, mujer de nadie es el título del cuarto álbum de estudio oficial grabado por la cantautora y actriz mexicana Daniela Romo. Fue lanzado al mercado por la empresa discográfica EMI Capitol de México a finales de 1986.
Con este álbum, logró colocar la balada romántica De mí enamórate en los primeros lugares de popularidad, tanto qué fue utilizada como tema para la entrada de la telenovela mexicana de la cadena Televisa El camino secreto (1986-1987), bajo la producción de Emilio Larrosa, protagonizada por la propia Daniela Romo y Salvador Pineda, con las actuaciones antagónicas de Claudio Brook, Patsy, Fernando Sáenz, Arsenio Campos, Leticia Calderón y Mar Castro y con las actuaciones estelares de Gabriela Rivero, Pilar Pellicer y el primer actor Carlos Ancira, en la que sería su última telenovela antes de su muerte el sábado 10 de octubre de 1987.
En este álbum, además de fungir como intérprete y compositora en varios temas, cuenta con la participación de grandes genios de la composición como: Juan Gabriel, J.R. Flórez, Gonzalo Fernández Benavides (Gonzalo), Luis Carlos Esteban.
De esta grabación, además de la ya citada De mí enamórate se desprenden como singles los tracks: Coco loco, Veneno para dos, Confesiones, Me alimento de ti (que interpreta a dueto con Manuel Mijares), Adelante corazón, De este gran álbum se desprenden otras canciones como Bastará, El Mundo Acabará y el tema La Batalla Del Amor el cual es una preciosa balada que ha sido apreciada por su melodía y letra conmovedora. Este fue el álbum más exitoso de Daniela Romo durante la década de los 80s.

## Lista de canciones
| N.º | Música                                         | Composición                                          | Arreglos y dirección     | Duración |
| --- | ---------------------------------------------- | ---------------------------------------------------- | ------------------------ | -------- |
| 01  | "De mí enamórate"                              | Juan Gabriel                                         | Loris Cerrone            | 3:35     |
| 02  | "Veneno para dos"                              | Gian Pietro di Felisatti / J. R. Flórez              | Gian Pietro di Felisatti | 3:20     |
| 03  | "No, no le creas"                              | Daniela Romo / Gian Pietro di Felisatti              | Gian Pietro di Felisatti | 3:35     |
| 04  | "Coco loco"                                    | Daniela Romo / Gian Pietro di Felisatti              | Gian Pietro di Felisatti | 3:33     |
| 05  | "Me alimento de ti" (a dúo con Manuel Mijares) | Gonzalo Benavides                                    | Jesús Glück              | 2:59     |
| 06  | "Ayer pensé"                                   | Daniela Romo / Danilo Vaona                          | Gian Pietro di Felisatti | 3:40     |
| 07  | "Confesiones"                                  | Gian Pietro di Felisatti / J. R. Flórez              | Gian Pietro di Felisatti | 3:48     |
| 08  | "Adelante corazón"                             | Daniela Romo / Gian Pietro di Felisatti              | Gian Pietro di Felisatti | 3:32     |
| 09  | "La batalla del amor"                          | Luis Carlos Esteban                                  | Jesús Glück              | 3:30     |
| 10  | "Mujer de todos, mujer de nadie"               | Gian Pietro di Felisatti / J. R. Flórez / Digastaldo | Gian Pietro di Felisatti | 2:56     |
| 11  | "Bastará"                                      | Daniela Romo / Gian Pietro di Felisatti              | Gian Pietro di Felisatti | 3:32     |
| 12  | "El mundo acabará"                             | Daniela Romo / Gian Pietro di Felisatti / Digastaldo | Gian Pietro di Felisatti | 3:20     |

## Certificaciones
| País   | Organismo certificador | Certificación               |
| ------ | ---------------------- | --------------------------- |
| México | AMPROFON               | 2x diamante[cita requerida] |

- Datos: Q6933327